# Luttelgeestervaart
De Luttelgeestervaart is een kanaal in Nederland dat loopt tussen de Zwolse Vaart bij de N331 en het platteland net ten noorden van Luttelgeest.
Het kanaal splitst zich vanuit de Zwolsevaart ongeveer halverwege vanaf Emmeloord naar Marknesse en gaat vervolgens noordelijk, maar buigt al snel noordoostelijk richting Luttelgeest. Vanaf de N715 stroomt het naar een T-splitsing in het platteland.
De vaart loopt voornamelijk door het platteland en is vijf kilometer lang.